# Cesare Facciani
Cesare Facciani, né le 5 février 1906 à Turin et mort de maladie le 29 août 1938  à Turin, est un coureur cycliste italien. Lors des Jeux olympiques de 1928 à Amsterdam, il remporte la médaille d'or de la poursuite par équipes avec Giacomo Gaioni, Mario Lusiani et Luigi Tasselli.
En 1934, il est contraint de suspendre ses activités sportives en raison d'une maladie dont il meurt quatre ans plus tard.

## Palmarès
- 1928
  -  Champion olympique de poursuite par équipes (avec Giacomo Gaioni, Mario Lusiani et Luigi Tasselli)
- 1932
  - 3e du Grand Prix d'Antibes
- 1933
  - 3e étape du Tour du Piémont

### Résultats sur le Tour d'Italie
1 participation
- 1933 : 26e